# Giardino Jacquard
Il giardino Jacquard, o giardino del Lanificio Rossi, è un giardino all'inglese tardoromantico situato nel centro storico di Schio (Vicenza), proprio di fronte alla sede storica del lanificio e realizzato tra il 1859 e il 1878, su commissione dell'industriale Alessandro Rossi, dall'architetto vicentino Antonio Caregaro Negrin.
Fu intitolato in onore del francese Joseph-Marie Jacquard, inventore dell'omonimo telaio automatico. Il giardino era aperto agli operai dell'opificio.
Del complesso fa parte anche un edificio adibito a dopolavoro e teatro, il teatro Jacquard, con una capienza di ottocento spettatori, ma in disuso, la preesistente chiesetta di San Rocco - rimaneggiata dallo stesso Caregaro Negrin a forme neogotiche - una serra a esedra, un ninfeo, un sistema di grotte, giardini pensili e un belvedere.
Il giardino è di proprietà del Comune di Schio ed è solo parzialmente e occasionalmente visitabile. Sono in corso a partire dal 2015 le opere di risanamento e restauro del complesso, finanziate dal comune di Schio, dalla Regione Veneto, dalla Fondazione Cariverona e dal FAI; la conclusione dei lavori è prevista per il 2018. La riapertura al pubblico dopo i lavori di sistemazione è stata fissata al 13 aprile 2019. Il giardino Jacquard è incluso nel circuito dei Musei Altovicentino.

## Descrizione

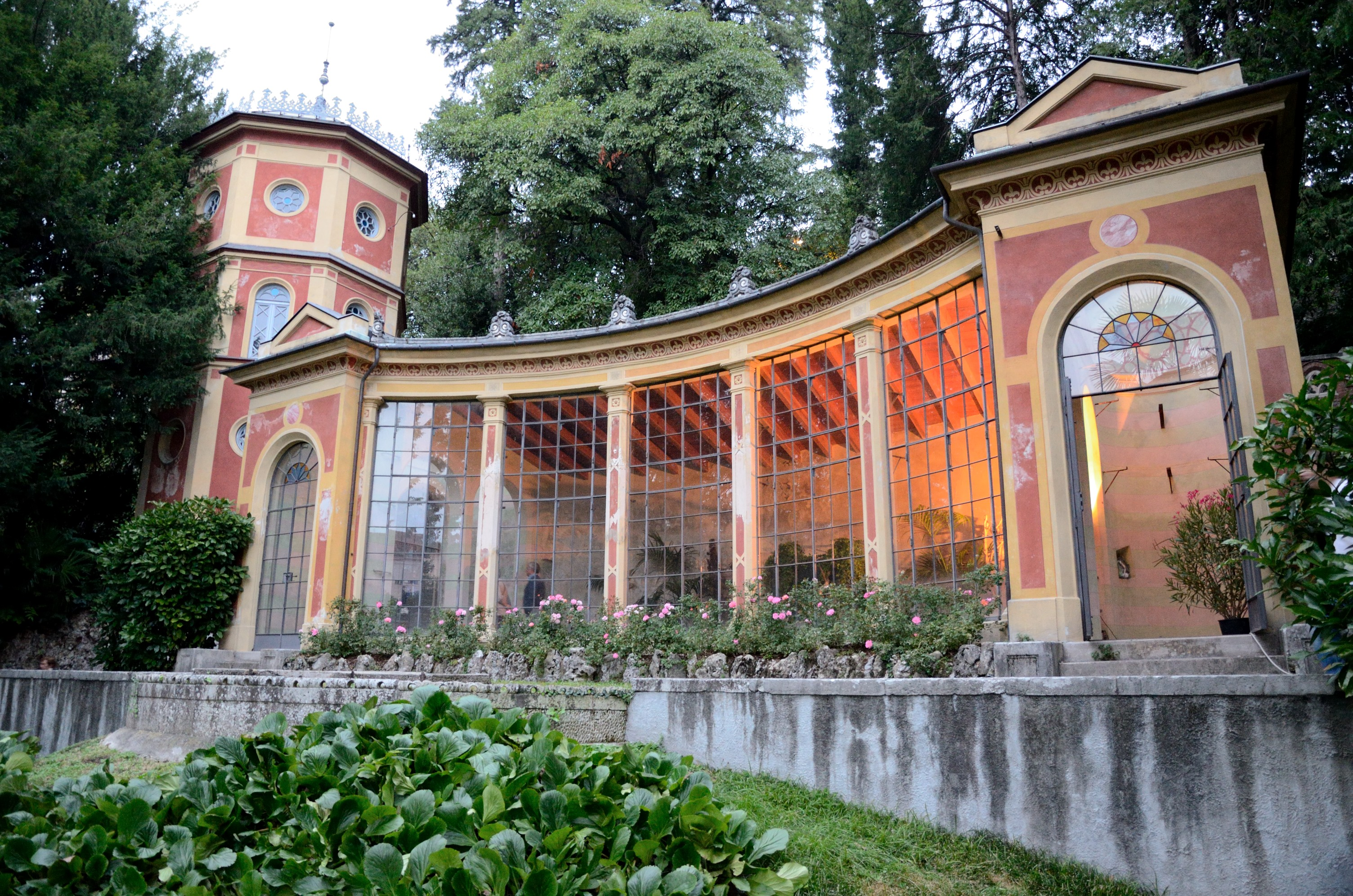
La serra e la torretta

Il giardino sorge nell'area già occupata nel Settecento dagli antichi opifici fondati da Nicolò Tron, successivamente acquisiti dai Rubini ed infine dai Rossi. Prima di creare il giardino l'area era utilizzata a scopi produttivi: era presente una tessitura sulla sinistra (l'attuale "tettoia degli operai" opera del 1878 di Edgard Larsimon Pergameni), il magazzino lane sulla destra (poi teatro Jacquard), erano presenti stenditoi per i panni lana e gli orinatoi per gli operai sfruttati per produrre l'ammoniaca utilizzata per il ciclo produttivo.
Il giardino si sviluppa in un'area di circa 5000 metri quadrati in parte pianeggianti e in parte in pendenza e culmina verso la chiesetta di San Rocco che si trova nella posizione più elevata, pur essendo collocata all'esterno della cinta muraria che circonda il giardino. Una scalinata in pietra e ciottoli ubicata fuori dalle mura sul lato destro del giardino conduce direttamente alla chiesa. L'ingresso del giardino è delimitato da una elegante cancellata in ferro battuto, con colonne ottagonali sormontate da lanterne.

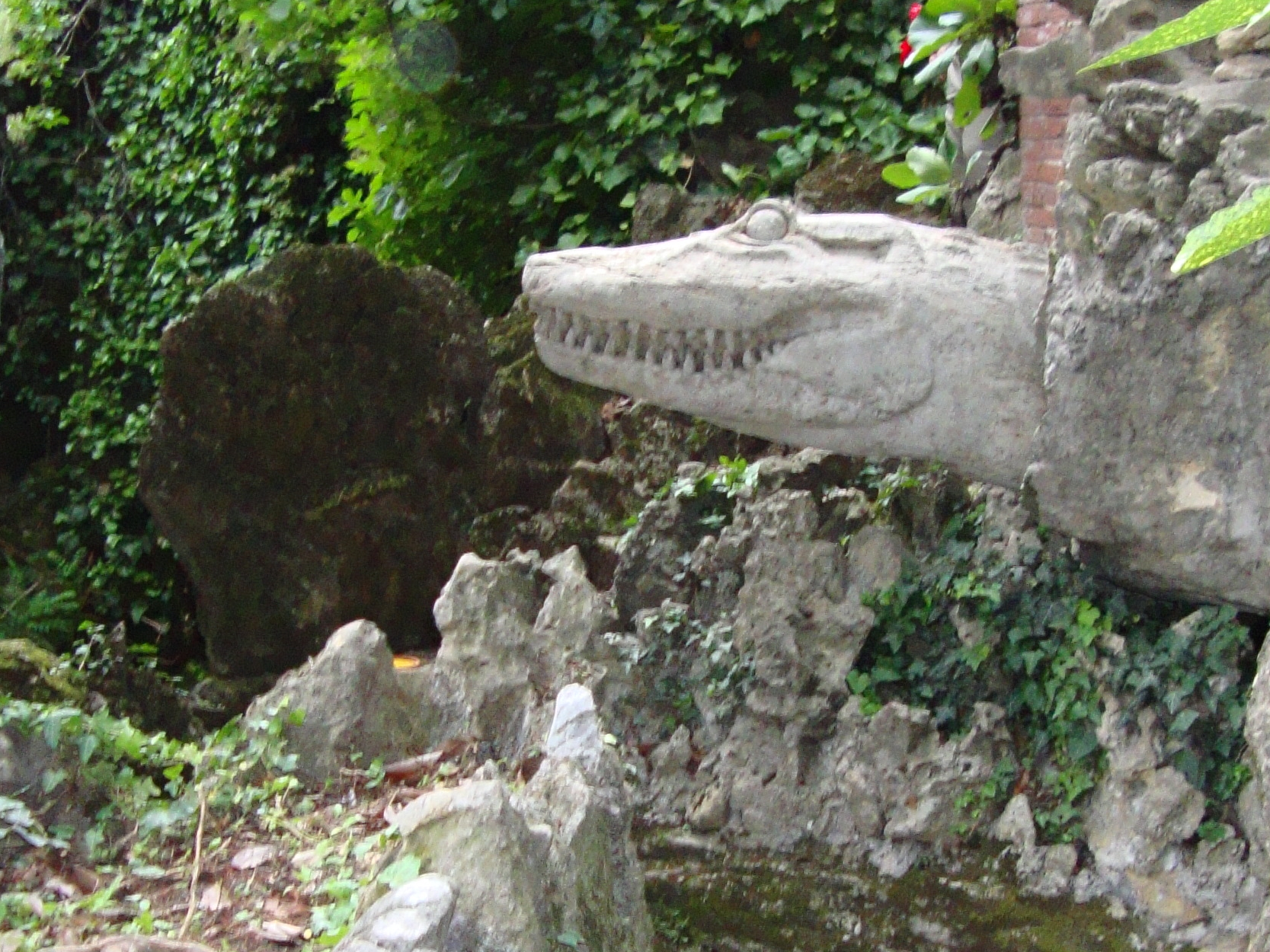
Testa di coccodrillo che emerge dalle rocce, elemento scultoreo del ninfeo

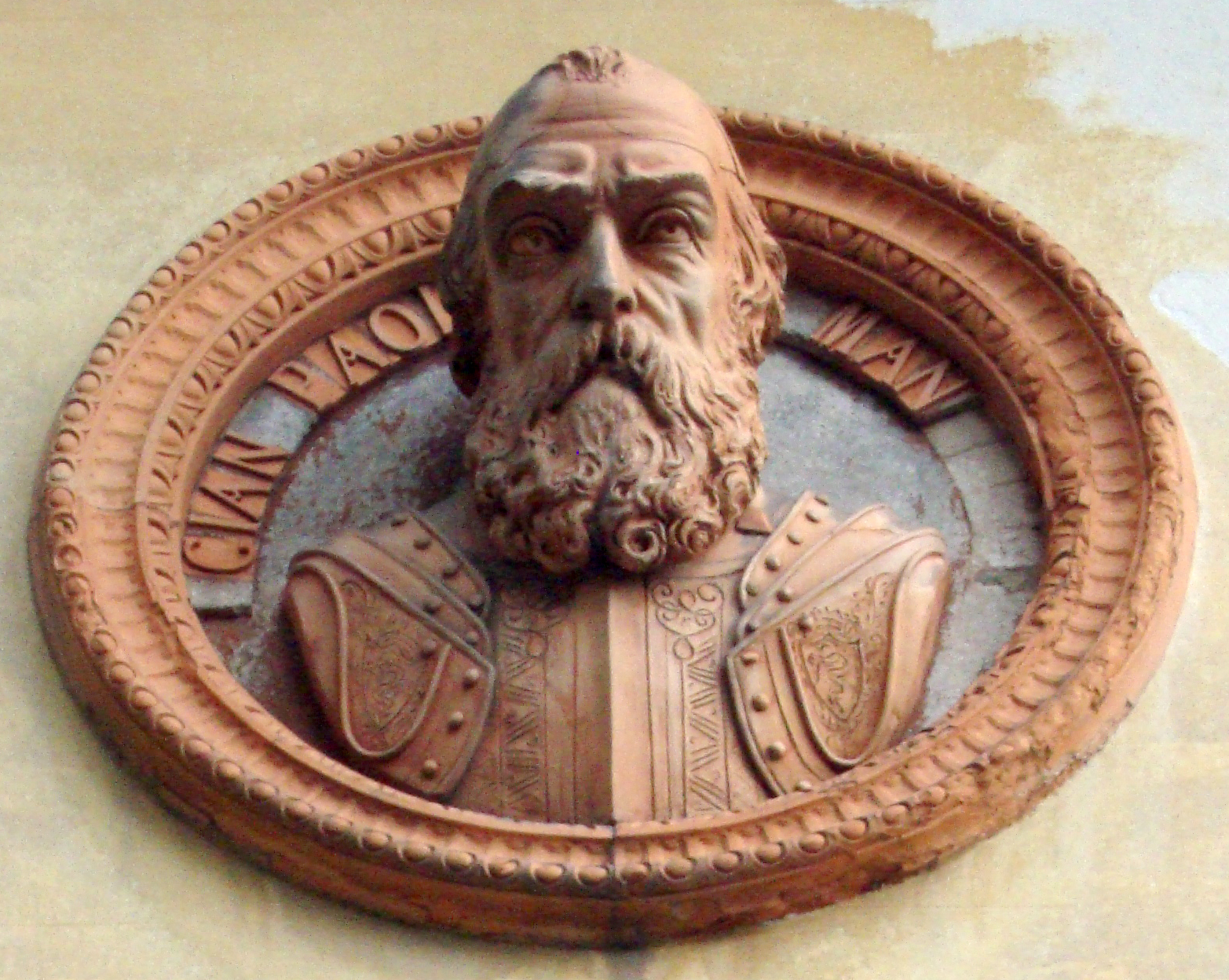
Uno dei dodici medaglioni in terracotta che ornano la facciata del teatro: Giampaolo Manfrone

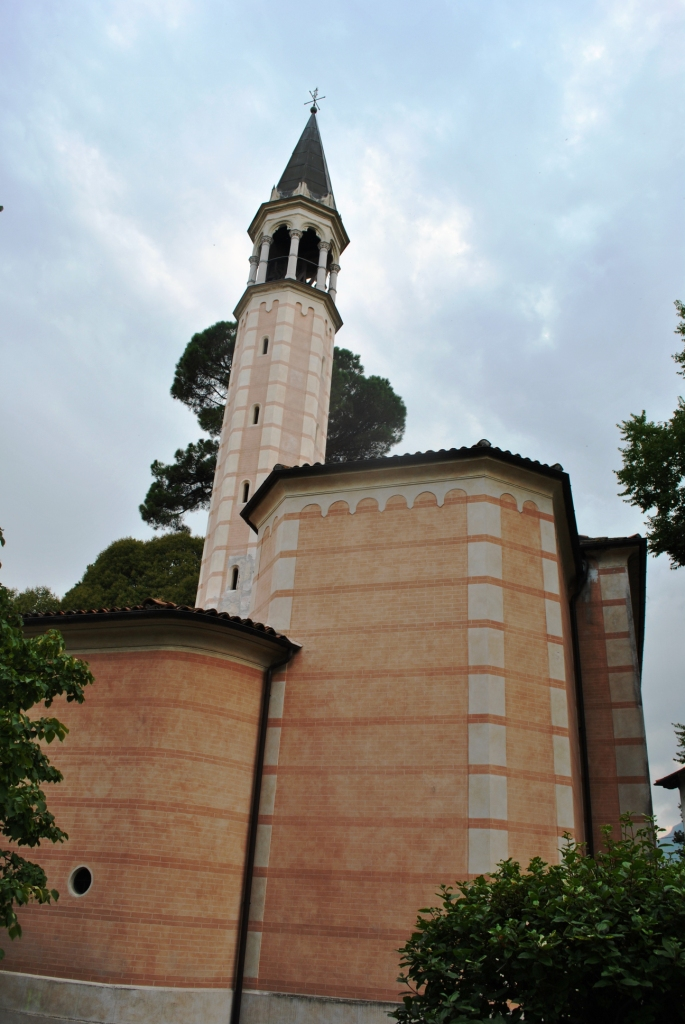
Vista posteriore della chiesetta di San Rocco

La parte pianeggiante del giardino è caratterizzata da sinuosi vialetti, specie botaniche di vario tipo, e dai monumenti dedicati a Francesco e Alessandro Rossi: il primo è un busto marmoreo inquadrato in una edicola (opera del 1863 di Giuseppe Groggia) collocata a ridosso della "tettoia degli operai", piccolo edificio che delimita il giardino a sinistra dell'ingresso principale (1878, Pergameni); il secondo è una statua bronzea realizzata nel 1899 da Achille Alberti; si tratta di un elemento aggiuntivo, realizzato in seguito alla morte del Rossi e non previsto nei progetti originali del Negrin. Più all'interno si trova la serra caldo-umida ad esedra con ampie vetrate e la torretta con il caratteristico tetto a pagoda. Questi due elementi rappresentano il limite dell'area pianeggiante del giardino, posteriormente a questi si sviluppa la parte in pendenza.

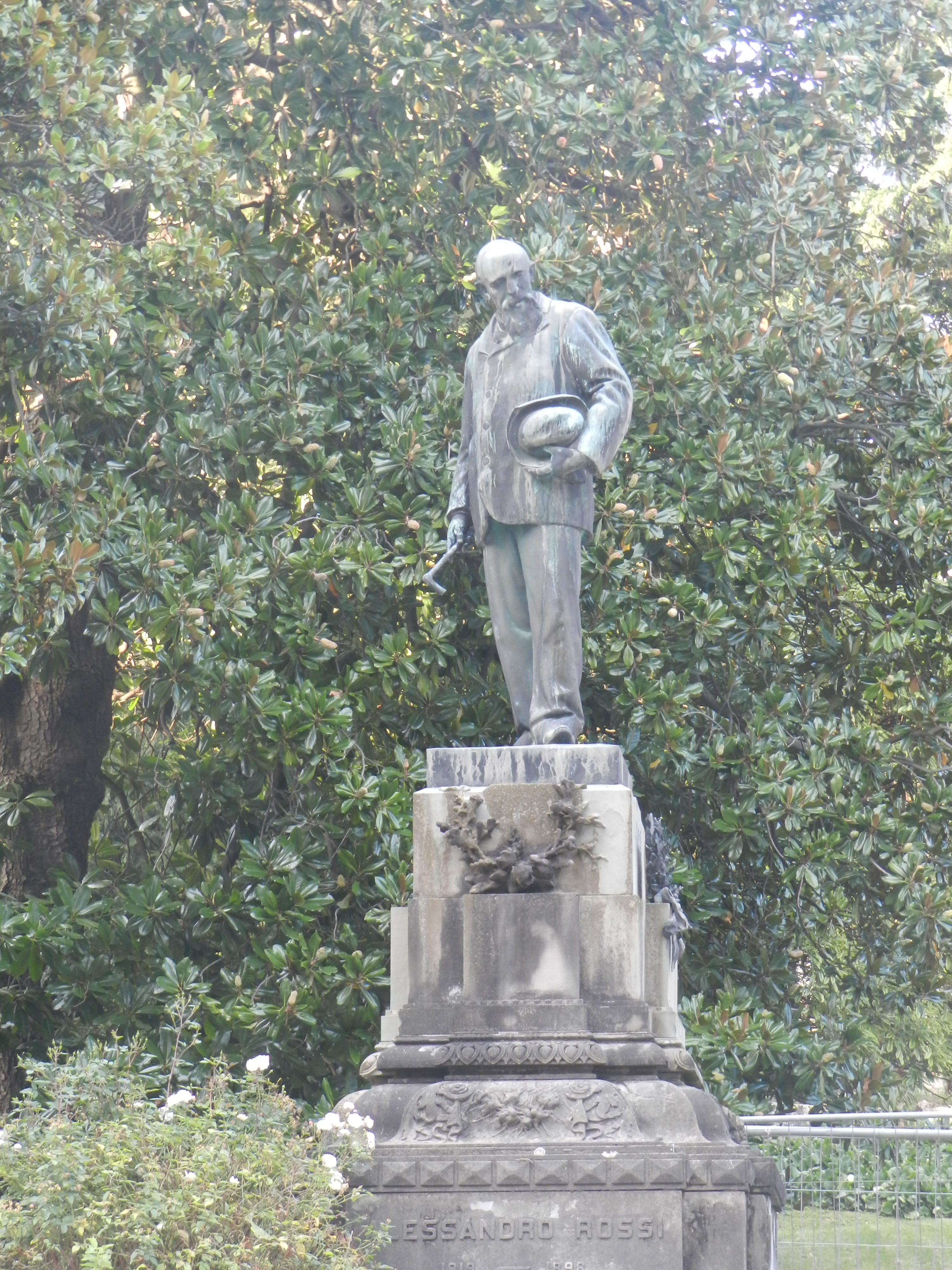
Il monumento bronzeo dedicato ad Alessandro Rossi, opera di Achille Alberti del 1899

Questa area, composta da materiali e ornamenti diversi (ciottoli, cotto, scogli artificiali, decorazioni, sculture, parapetti e giardini pensili), è caratterizzata dal ninfeo, sormontato dal busto di Atlante, e dal monumentale ingresso alle grotte artificiali, con passaggi suggestivi e rustici vialetti sinuosi.

### Teatro Jacquard
Il teatro, in disuso, si sviluppa nella parte laterale del giardino delimitandone i confini nella parte di destra. Frutto di un riadattamento del 1869 dell'ex edificio adibito a magazzino lane, il teatro, ubicato al primo piano dell'edificio, aveva una capienza di circa 800 posti suddivisi fra platea e loggetta lignea. Il pianterreno ospitava invece strutture per gli operai del lanificio: scuola serale, caffè, biblioteca. La facciata, in stile lombardesco, è arricchita da dodici medaglioni in terracotta, opera del 1868 di Gian Battista Boni, raffiguranti i busti di altrettanti personaggi scledensi illustri (Ambrogio Fusinieri, scienziato; Giano Reghellini, medico; Giulio Manfron, capitano di ventura; Giovanni da Schio, religioso; Francesco Griselini, disegnatore, storico e commediografo; Francesco Gualtieri, pittore; Carlo Bologna, religioso e docente; Pietro Maraschin, religioso e geologo; Bernardino Trinagio, letterato; Gian Paolo Manfron, capitano di ventura; Girolamo Bencucci, vescovo e politico; Nicolò Tron, imprenditore e politico). A completare la serie dedicata ai cittadini illustri, all'esterno del teatro si trova il busto dedicato a Sebastiano Bologna, socio fondatore della Lanerossi con Francesco, padre di Alessandro.

### Chiesa di San Rocco
L'edificio cinquecentesco dedicato a san Rocco, pur trovandosi all'esterno dell'area del giardino Jacquard, ne rappresenta un importante complemento paesaggistico.
Molto scarsa la documentazione relativa alla fondazione dell'edificio: la chiesetta venne edificata certamente prima del 1580 quale voto per contrastare un'epidemia di peste, forse quella del 1575. Nel 1615 venne istituita la Confraternita di san Rocco, attiva sino a tutto il XVIII secolo, che si occupava della cura della chiesa. Numerosi interventi abbellirono l'edificio nel corso dell'Ottocento: la costruzione della sacrestia (1836), l'eliminazione della cantoria (1837) e l'elevazione del primitivo campanile a vela (1852).
Ampliata e rimaneggiata da Antonio Caregaro Negrin tra il 1862 ed il 1864, in concomitanza con i lavori del sottostante giardino, la chiesa ha assunto forme neogotiche, specie grazie all'aggiunta dello slanciato campanile ottagonale, prima mancante, caratterizzato da una ariosa cella campanaria sostenuta da esili colonnine in pietra. Esteriormente la chiesetta presenta un intonaco decorato e dipinto in modo da simulare l'effetto di mattoni in cotto; nella parte superiore un motivo ornamentale ad archetti pensili. La semplice facciata a capanna, coronata da una statua dell'Immacolata, presenta invece un rosone chiuso decorato con semplici motivi.
L'interno consiste in un'aula rettangolare - dove sono conservati un interessante crocefisso ligneo e le statue di san Rocco (1844) e san Sebastiano (1889) - conclusa da un'abside poligonale nella quale si trova l'altare marmoreo del 1765 dedicato a san Rocco, contenente però una Madonna delle Grazie scolpita nel 1929 da Romano Cremasco.

### Patrimonio botanico
Il giardino conserva, oltre a svariate tipologie di arbusti e fiori, anche vari imponenti esemplari di piante sia locali sia esotiche. Tra queste: Magnolia × soulangeana, Sequoia sempervirens, Sequoiadendron giganteum, Cupressus lambertiana, Taxus baccata, Magnolia grandiflora, Celtis australis.
I lavori di sistemazione del giardino iniziati nel 2015 hanno interessato anche la vegetazione: sono state eliminate circa trenta piante e messe a dimora nuovi esemplari nel rispetto del disegno originale progettato da Caregaro Negrin.